# Kirsten Klose
Kirsten Klose (z domu Münchow, ur. 21 stycznia 1977) – niemiecka lekkoatletka, młociarka.

## Sukcesy
- 2. miejsce w Superlidze Pucharu Europy (Petersburg 1998)
- brązowy medal Mistrzostw Europy w Lekkoatletyce (Budapeszt 1998)
- srebro Młodzieżowych Mistrzostw Europy (Göteborg 1999)
- brązowy medal podczas Igrzysk olimpijskich (Sydney 2000)

## Rekordy życiowe
- Rzut młotem – 69.28 (2000)